# Vilmos Benczik

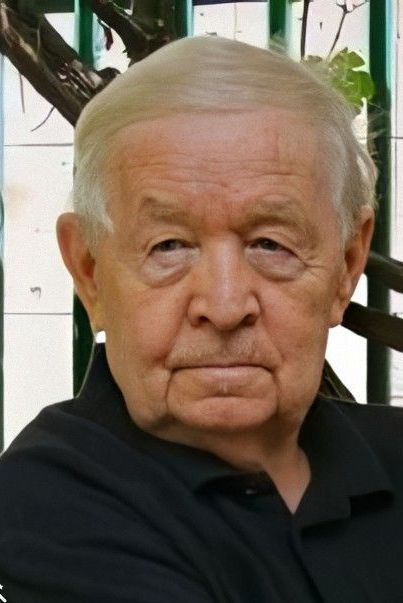
Vilmos Benczik

Vilmos Benczik (11. července 1945 Szár – 27. února 2021 Budapešť) byl maďarský doktor práv, redaktor, esperantista, autor díla Libro de Romanoj, obsáhlé části šesti románů, Baza Literatura Krestomatio, redaktor revue Hungara Vivo a spolu s W. Auldem redigoval obsáhlé dílo 25 jaroj: antologio de belartaj konkursoj.